# Sancus
Sancus és una divinitat de la primitiva religió romana. Alguns han proposat que el seu culte va ser instaurat probablement pels sabins. Se'l considerava també pare de l'heroi Sabus, epònim d'aquest poble, però no té un mite propi. El seu nom complet era Semus Sancus, encara que el seu nom també anava acompanyat d'altres epítets. Hi ha autors que l'han identificat amb Dius Fidius. Presidia l'acompliment d'alguns juraments, però el seu significat és bastant obscur per a nosaltres.

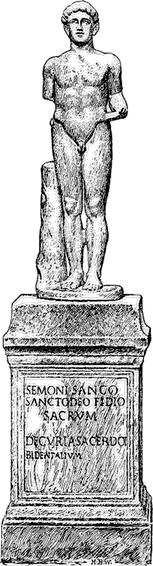
Il·lustració de l'estàtua de Sancus que probablement estava al temple del Quirinal

## Juraments
Sancus era el déu protector dels juraments en relació al matrimoni, l'hospitalitat, la llei, el comerç i els acords entre particulars. Al moment de signar un contracte o actes civils importants s'emprava una fórmula fixa que era el jurament en nom d'ell i donava validesa a la paraula donada. Algunes paraules amb el contingut de significat «respecte per les dues parts» o «digne de respecte i credibilitat», com ara "santedat" i "sanció", procedeixen etimològicament de Sancus, el nom del qual deriva del verb sancire («santificar»).

## Origen i característiques
Els romans li van dedicar un temple a dalt del Quirinal, amb la inscripció Semo Sancus Dius Fidius. Dionís d'Halicarnàs va escriure que el culte a Semo Sancus l'havien implantat el grup de sabins que van participar en la fundació de Roma, als quals Ròmul es havia assignat el turó del Quirinal per establir-s'hi. Segons la tradició, el rei Titus Taci va ser el primer a fer-li un petit santuari. L'actual construcció del temple és atribuïda a Tarquini el Superb, tot i que la dedicatòria de la inauguració està a nom d'Espuri Postumi el 5 de juny del 466 aC. Al calendari religiós, se li va dedicar un dia al seu culte al mes de juny, coincidint amb l'aniversari de la inauguració del seu temple.
Sancus era considerat fill de Júpiter, una opinió recollida per Marc Terenci Varró per haver-la sentit al seu mestre Aelius Stilo. Era també el déu de la llum celeste, el venjador de la deshonestedat, el defensor de la veritat i la fiabilitat, el qui donava caràcter sagrat als acords. Per tant, amb l'arribada de les influències gregues, se'l va identificar amb Hèrcules, qui era també tingut per un guardià dels juraments.
Cató i Sili Itàlic deien que Sancus era el pare de l'heroi sabí Sabus, del qual derivava el nom de la tribu dels sabins, per tant, aquesta versió el considerava un déu fundacional.
Marcià Capel·la va situar Sancus a la regió 12 del seu sistema cosmològic, que és una classificació dels déus etruscs relacionats, per les seves funcions, amb determinades parts del cel. El teònim corresponent a l'Harúspex de Piacenza és Tluscv.
N. Thomas De Grummond ha suggerit que també estava present en la religió dels etruscs, a partir de la inscripció Selvans Sanchuneta trobada en un piló a prop de Bolsena, però altres acadèmics pensen que aquesta paraula podria ser el gentilici d'una família local. El teònim Tec Sans trobat en estàtues de bronze de l'àrea de Cortona ha estat interpretat com una forma de Sancus.

## Temples
El temple de Sancus fou estudiat i descrit al segle xix per l'arqueòleg R.A. Lanciani. Estava situat a vora d'una porta de la muralla, la qual portava el seu nom, Porta Sanqualis, a la part alta del Quirinal anomenada Collis Mucialis i a prop de l'actual església de Sant Silvestre. En les descripcions dels escriptors de l'antiguitat es diu que era una construcció sense sostre perquè els juraments es poguessin fer a cel obert.
Contenia una sala on es custodiaven relíquies del temps de la monarquia: Una estàtua de bronze de Tanaquil, amb el seu cinturó on es desaven remeis que la gent podia anar a agafar quan ho necessitava, la seva filosa i les seves sabatilles; també hi havia uns medallons de bronze fets amb les monedes que Vitruvius Vaccus havia confiscat després de la victòria de Privernum l'any 329 aC. Dionís d'Halicarnàs narra que el tractat entre Roma i els Gabii es conservava a l'interior d'aquest temple i podria ser el primer tractat internacional escrit de què tenim notícia en la història de Roma. Estava escrit sobre la pell adobada d'un bou que havia estat sacrificat en nom d'aquest déu i emmarcada en fusta o sobre un escut.
Al llibre de Lanciani es diu que les restes del temple van ser descobertes pel març del 1881, a sota del que havia estat el convent de Sant Silvestre, que més tard va ser les oficines dels enginyers reials. L'edifici tenia forma de paral·lelogram, 35 peus de llargada per 19 peus d'amplada, amb parets de marbre travertí i decoracions amb marbre blanc. Estava envoltat per altars votius i un pedestal per l'estàtua. Als textos en llatí, es refereixen a aquest temple amb la paraula aedes i de vegades amb la paraula sacellum, aquesta darrera paraula probablement emprada perquè es tractava d'un espai sagrat a cel obert. Platner, no obstant, diu que les restes del temple ja s'havien trobat al segle xvi però no s'havia fet cap estudi.
Lanciani va trobar una estàtua en un mercat d'antiguitats a Roma durant l'època dels seus estudis arqueològics al Quirinal i va suposar que era l'estàtua del temple, i que algú l'havia desplaçat per treure'n diners.
És possible que Sancus tingués un altre santuari a l'illa del Tíber, a prop del temple de Iupiter Iurarius. En aquesta zona es va trobar un altar amb una inscripció mig esborrada que deia Semoni Sanco Deo i que, a la seva època, sant Justí va interpretar erròniament com si fos Simoni Deo Sancto. Aquest altar, localitzat el juliol del 1574, es conserva a la Galleria Lapidaria dels Museus Vaticans (secció Dii). Lanciani va proposar la hipòtesi que hi havia dos temples perquè el del Quirinal era d'origen sabí i el de l'illa tiberina era d'origen llatí.
Segons un altre autor, l'estàtua que va trobar Lanciani, amb la inscripció Semo Sancus Dius Fidus era la que estava al temple de l'illa del Tíber.
Aquesta estàtua és de mida natural, del mateix estil que les arcaiques estàtues d'Apol·lo. L'expressió de la cara i el modelat del cos, no obstant, són prou realistes. Està mancada de les dues mans, que es devien trencar, per tant és impossible dir amb certesa quins eren els atributs del déu, potser un d'ells era el garrot d'Hèrcules i l'altre l'oxifraga, l'ocell de les prediccions (avis sanqualis), una hipòtesi que va proposar l'arqueòleg Visconti. Altres creuen que devia portar llamps a la mà esquerra.
La inscripció del pedestal esmenta la «decuria sacerdot[um] bidentalium». Lanciani fa referència a una glossa de Sext Pompeu Fest on surt la paraula bidentalia amb el significat de petit santuari dedicat a un déu menor als quals s'oferien hostiae bidentes, (sacrificis de corders de dos anys). William Warde Fowler però, li dona una altra interpretació: Diu que es refereix als sacerdots relacionats amb els llamps i que bidental és el terme tècnic sinònim de puteal, una petita construcció circular semblant a un pou, decorat amb relleus, que es feia servir per sacrificar les víctimes que s'oferien ja fos per placar la ira del déu o bé per purificar un lloc. Era per aquest motiu que als sacerdots dedicats al culte de Semo Sancus se'ls anomenava sacerdotes bidentales. Estaven organitzats, com una societat laica, en una decuria sota la presidència del magister quinquennalis. El lloc de reunió de la decúria era una sala al costat del temple del Quirinal i estava proveïda d'aigua que brollava per un canaló de plom. Aquest tub duia la mateixa inscripció que l'estàtua i està actualment als Museus Capitolins. L'estàtua es troba ara a la Galleria dei Candelabri del Vaticà. Les restes del temple no s'han conservat.
Semo Sancus tenia, a més, un important santuari a Velitres, (actual Velletri), en territori dels Volscs.

## Altres déus o Epítets e Sancus

### Semo
Aquest epítet el classifica dins la categoria dels déus Semones o Semunes, els més antics de Roma també venerats per altres pobles itàlics. En un fragment de Marc Porci Cató Censorí, citat per Dionís d'Halicarnàs (II 49 1-2), Sancus és qualificat de δαίμων (daimōn, «entitat espiritual amb poders semblants als d'un déu») i no θεός (theus, «déu»).
Aquest teònim s'ha trobat a Roma als carmen Arvale i en una inscripció fragmentària. Fora de Roma s'ha trobat en territori sabí, umbre i peligne. En una inscripció a Corfinium diu: Çerfom sacaracicer Semunes sua[d], («sacerdot de Çerfi i Semones») posant-lo al mateix nivell que Çerfi, que és un déu esmentat a les Taules d'Iguvium en relació amb Mart. La interpretació no està clara, s'ha proposat que vingui d'una arrel indoeuropea cer, amb el significat de «créixer».
Pel que es dedueix dels antics textos escrits en llatí, el significat del terme semones seria la contracció de semi homines o se- homines; format pel prefix se- («separació»), és a dir, que els semones serien homes separats de la resta per ser qualitativament diferents, mig homes i mig deus. Als semones també se'ls anomenava dii medioxumi, això vol dir que eren déus de segon ordre, entitats que pertanyien a un nivell intermedi entre els homes i els déus. La relació entre aquesta mena d'entitats i Sancus és comparable a la dels genii del teònim Genius Iovialis: Igual com entre els genii hi ha un genius específic per Genius Iovialis, també entre els semones n'hi ha un per Semo Sancus. Els semones serien, per tant, semidéus, persones que no compartien el mateix destí que els mortals però tampoc eren admesos al cel dels déus, com per exemple: Faunus, Príap, Picus, Silvà. Altres acadèmics opinen, però, que aquesta definició està equivocada i que els semones eren esperits de la natura que representaven el poder generador intrínsec a les llavors (en llatí: sēmen). Als temps antics als semones només se'ls podia fer ofrenes de llet.
Semo també està relacionat amb Semonia, pel que fa a Sancus. Sext Pomeu Fest descriu un supplicium: un ciutadà va ser condemnat a mort per haver-se saltat la tradició de sacrificar un corder de dos anys (bidentis) a Semonia, per placar aquesta divinitat i purificar la comunitat. El mateix tipus de sacrifici que es feia a Sancus.
Encara no s'ha aclarit la relació entre Sancus i els semones que hi ha als carmen Arvale tot i que alguns acadèmics han proposat que Semo Sancus i Salus Semonia o Dia Semonia serien el punt central d'aquesta teologia arcaica. També s'ha suggerit que seria una relació semblant a la del déu Indra de la mitologia vèdica i el seu company Trita Āpya i els Maruts. Eduard Norden, per la seva part, va proposar un origen grec.

### Salus
Salus és el nom d'un altre déu i de vegades apareix acompanyant el nom de Sancus com si fos un epítet. Els santuaris de tots dos estaven proxims entre ells, al Collis Salutaris i Collis Mucialis respectivament, a dalt del Quirinal. Alguns estudiosos del tema diuen haver trobat inscripcions amb el nom de Sancus al Collis Salutaris. Encara més, Salus és el primer de la sèrie de deïtats esmentades per Macrobi: Salus, Semonia, Seia, Segetia, Tutilina, tots ells requerien el compliment d'un dies feriatus (dia de mercat) per part de la persona que volgués invocar els seus poders. Eren déus lligats als antics cultes de caràcter agrícola que se celebraven a l'àrea del Circ Màxim.
L'estàtua de Tanaquil que estava al temple de Sancus era famosa per contenir remeis al seu cinturó (praebia), una característica associada amb Salus el déu de la salut. Robert E. A. Palmer ha establert una connexió entre la bulla que duien els nois, de vegades contenint remeis contra l'enveja o el mal d'ull, i Salus Sancus.
Georg Wissowa, Eduard Norden i Kurt Latte van escriure sobre Salus Semonia, una expressió present en una inscripció del segle i. El problema és que la frase on està aquesta expressió és un afegit posterior al text original i no s'ha pogut datar amb certesa. En cap altre text Salus i Semonia van junts.

### Dius Fidius i Iupiter
Existeix una relació entre Dius Fidius, Júpiter i Sancus, ja que tots tres es feien servir com a testimonis en els juraments. Alguns autors consideren que és una altra manera de refeir-se al mateix déu. Però l'autonomia de Semo Sancus respecte de Júpiter i el fet que Dius Fidius és un teònim alternatiu de Semo Sancus (i no de Júpiter) es demostra en l'expressió que feien servir els umbres, Fisus Sancius, la qual correspon a la unió de Dius Fidius i Sancus. El fet que Iupiter Sancus fos la invocació per als juraments relacionats amb el compliment de les lleis, l'hospitalitat i la lleialtat entre persones, ha servit de base a Dumezil per situar aquest déu en l'esfera dels déus sobirans, segons la terminologia de la primera funció
Georg Wissowa va proposar la hipòtesi que Semo Sancus podia ser el genius de Júpiter. A William Warde Fowler li va semblar que aquesta interpretació era un anacronisme i que seria més acceptable dir que Sancus és un Genius Iovius, com així es pot llegir a les Taules d'Iguvium, ja que el concepte del genius d'una deïtat només apareix en textos de l'època imperial.
Theodor Mommsen, William W. Fowler i Georges Dumézil, entre d'altres, han rebutjat la tradició dels autors llatins que donaven un origen sabí al culte de Semo Sancus Dius Fidius, en part perquè aquest teònim és llatí i no hi ha cap prova que demostri l'existència d'un Semo sabí, mentre que si hi ha proves del culte als Semones en llatí als carmen Arvale. Segons l'opinió d'aquests acadèmics, Sancus era una deïtat compartida en tems prehistòrics per tots els pobles itàlics, ja fossin llatins o sabèl·lics.
Els detalls sobre el culte a Fisus Sancius descrits a les Taules d'Iguvium, com ara l'ús del mandraculum i l'urfeta confirmen el paral·lelisme amb el déu romà, al temple del qual es feien servir també aquests objectes.
Altres aspectes del ritual del jurament en nom de Dius Fidius, per exemple el fet d'estat en un lloc a cel obert, han suggerit a O. Sacchi la idea que el jurament en nom de Dius Fidius seria anterior al de Iuppiter Lapis o Iuppiter Feretrius, probablement en temps prehistòrics. En suport d'aquesta interpretació ha fet servir l'explicació que feia Joan Laurenci sobre el teònim Sancus, dient que en sabí volia dir «cel», etimologia no obstant rebutjada per Dumezil i Briquel entre d'altres.

### Hèrcules
L'Hèrcules de la mitologia grega era també nomenat en els juraments. Georg Wissowa deia al resecte que es tractava d'una gelehrte Kombination («combinació apresa») i calia interpretar-lo com el genius (semo) de Iupiter. L'Hèrcules de la religió arcaica romana tenia diversos aspectes, entre els quals se li atribuïa ser un déu fundador de ciutats i, per tant, el garant de la llei de la ciutat. Aquesta característica era també compartida per Júpiter, per això autors com Varró, Macrobi i acadèmics moderns com R. D. Woodard els han considerat una mateixa entitat.

### Mart
A les Taules d'Iguvium, Fisus Sancius està associat amb Mart, a través del ritual que es fa a la Porta Tesenaca, formant part de la tríada menor i aquest fet és una prova que a Úmbria Sancus estava relacionat amb els assumptes militars. També té a veure amb la connotació militar de la paraula sanció, paraula que implica repressió. El terme sanctus també tenia implicacions militars dins la legislació romana, ja que els murs de la ciutat eren sancti.
L'aspecte marcial de Sancus es pot observar també en la legio linteata, una secció selecta de l'exèrcit romà formada per nobles sabins lligats al seu ofici per un jurament sagrat sota la protecció d'Iupiter. Per altra banda, els soldats ordinaris que vestien un paludamentum roig i els legionaris vestits de blanc, afegien guarniments daurats per mostrar que a més de Mart invocaven la protecció complementària de Júpiter.
Livi va relatar un fenomen estrany, amb relació a l'albir d'un avis sanqualis («ocell missatger de Sancus»), el qual va ser vist trencant una pedra que queia del cel i que va anar a parar al bosc sagrat de Mart, a Crustumerium el 177 aC. Aquest episodi ha estat interpretat per alguns acadèmics com un senyal de l'aspecte marcial de Sancus. Per Roger D. Woodard, Sancus és l'equivalent del déu Indra de la mitologia vèdica, el qual depenia de l'ajut de Maruts, i això es pot veure en els carmen Arvale o quan Indra demana ajut per matar el drac Vrtra fent vessar aigua. Segons aquest autor l'etimologia de Semo ve d'una arrel indoeuropea seh(w) amb el significat de «vessar, regar, inundar», relacionats amb la pluja i el creixement. L'Hèrcules de la mitologia romana mostrava un caràcter semblant quan va matar Cacus. Sancus i el Mart de la religió arcaica tenien connotacions semblants, encara que no idèntiques, com es pot veure en els cultes del salii a Tibur narrats per Varró i altres autors citats per Macrobi. La deïtat tricèfala representada al costat d'Hèrcules a les tombes etrusques podria ser un simbolisme de la matança de Cacus, que en la mitologia vèdica correspondria a Trita Āpya.